# Feliks Żelski

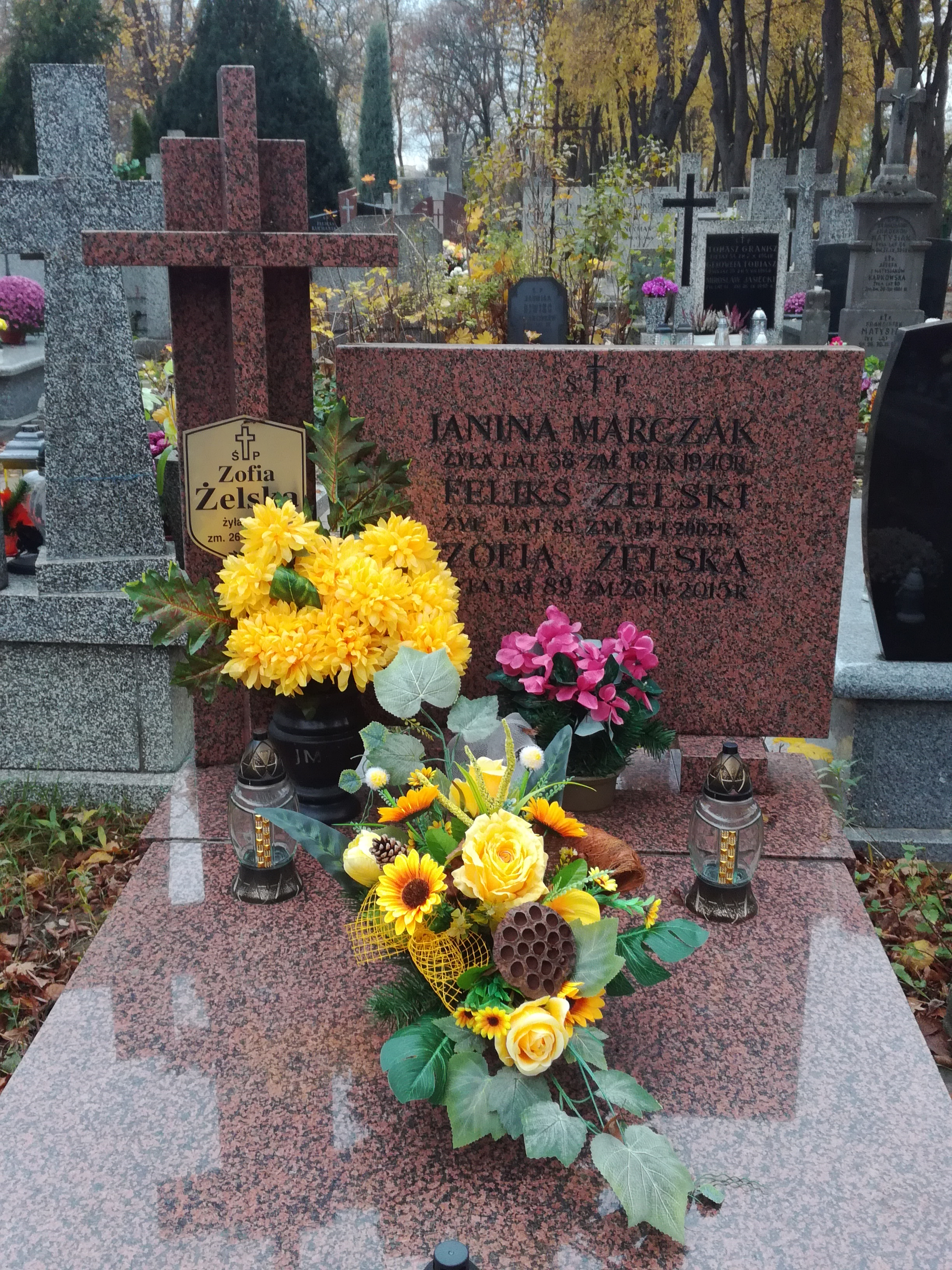
Grób Feliksa Żelskiego na cmentarzu Bródnowskim

Feliks Żelski wł. Feliks Żelazko-Żelski (ur. 1919 w Karczewie, zm. 13 stycznia 2002 w Warszawie) – polski przemysłowiec, zasłużony dla przemysłu ceramicznego. 

## Życiorys
Podczas okupacji hitlerowskiej walczył używając pseudonimu "Oliwa" w szeregach Uderzeniowych Batalionów Kadrowych, m.in. na Nowogródczyźnie. Został ranny w ramię podczas akcji zbrojnej pod Perlejewem w grudniu 1943, od 1944 w szeregach Armii Krajowej. Podczas wojny mimo zakonspirowania był piłkarzem drużyny Mazur Karczew. Ukończył studia architektoniczne na Politechnice Warszawskiej, przez wiele lat pracował w warszawskim Biurze Projektów gdzie stworzył plany budowy i rozbudowy czternastu zakładów ceramicznych m.in. fabrykę w Chodzieży. Feliks Żelski był odznaczony Krzyżem Kawalerskim Orderu Odrodzenia Polski i Złotym Krzyżem Zasługi. 
Został pochowany na cmentarzu Bródnowskim (kw. 22K-VI-29)